# Les Roquetes
Les Roquetes è un quartiere di Barcellona che si trova nel distretto Nou Barris, sviluppatosi in maniera autonoma negli anni cinquanta a seguito della rilevante crescita demografica della città.
Proprio le origini difficili del quartiere hanno creato un senso di solidarietà tra gli abitanti che si può vedere ancora oggi nel ritmo della vita cittadina, come ad esempio nella decisione presa dai residenti nel 1964 di costruirsi autonomamente i servizi idrici e fognari di cui il quartiere era sprovvisto.
Il quartiere presenta inoltre una notevole pendenza che ha reso necessaria la costruzione di diverse scalinate con notevoli disagi per la popolazione, soprattutto per i portatori di handicap, cosicché si stanno realizzando diverse iniziative per migliorarne la qualità della vita, come la recente installazione di due ascensori nella calle de Alcántara. Tuttavia, questa particolare orografia dona al quartiere di un fascino particolare grazie ad una spettacolare vista panoramica della città.

## Trasporti
Il quartiere è servito dalla linea 3 della metropolitana che passa per l'omonima stazione.